# ライモ・ユリプリ
ライモ・ユリプリ（ライモ・エスコ・タピオ・ユリプッリ、Raimo Esko Tapio Ylipulli、1970年6月13日 - ）はフィンランド、ラッピ州ロバニエミ出身の元スキージャンプ選手。元ノルディック複合選手のユッカ・ユリプリ、元スキージャンプ選手トゥオモ・ユリプリは実兄。

## プロフィール
ライモ・ユリプリはわずか15歳でフィンランドのナショナルチームに抜擢され、1986年2月16日にヴィケルスン（ノルウェー）のフライングでスキージャンプ・ワールドカップにデビューし、14位となった。
しかしその後はあまり目立った成績は上げられなかった。
1991年ノルディックスキー世界選手権代表に選ばれ、ノーマルヒル21位、ラージヒル20位、団体戦ではアリ＝ペッカ・ニッコラ、ヴェサ・ハカラ、リスト・ラーコネンとともに銀メダルを獲得した。直後の1991年2月24日にはクルム（オーストリア）のフライングでワールドカップではじめての一桁順位となる5位、3月30日にチェコスロバキアのストルブスケ・プレソで行われたラージヒルでは自己最高位の3位となった。このシーズンはワールドカップ総合でも15位となった。
しかし、このシーズンの好調は以後維持することができなかった。
1994年のリレハンメルオリンピックに出場しラージヒル18位、団体5位の成績を残しこのシーズン限りで現役引退した。最後の出場は3月27日、カナダ、サンダーベイのノーマルヒルで21位だった。